# Andrew W. Hockenhull
Andrew W. Hockenhull (Condado de Polk, Misuri; 16 de enero de 1877-Clovis, Nuevo México; 20 de junio de 1974) fue un político estadounidense miembro del Partido Demócrata que se desempeñó como gobernador de Nuevo México de 1933 a 1935.

## Biografía
Hockenhull nació en una zona rural de Misuri, cerca de Bolívar. Asistió al Southwest Baptist College en Bolívar, recibió una licenciatura de la Universidad de Misuri en 1897 y estudió derecho en la Universidad de Texas en Austin. Hockenhull se casó con Maine Drake en Bolívar, el 20 de noviembre de 1901. Tuvieron tres hijas, Gertrude, Virginia y Helen.
Hockenhull se mudó al Territorio de Nuevo México en 1908 y se estableció cerca de Tucumcari, en el condado de Quay. En 1909 se mudó a Clovis y comenzó a ejercer la abogacía allí en 1909. También se desempeñó como asistente del fiscal de distrito (1912-1916) y fiscal de la ciudad durante seis años. Durante la Primera Guerra Mundial, se desempeñó como miembro del Comité de Abogados y del Consejo de Defensa. Abogado y banquero, tenía amplios intereses agrícolas en todo el condado de Curry. Hockenhull fue elegido vicegobernador de Nuevo México en 1930 y reelegido en 1932. Se convirtió en gobernador tras la muerte del gobernador Arthur Seligman en septiembre de 1933 y terminó el mandato el 1 de enero de 1935.
Enfrentarse a la Gran Depresión consumió la mayor parte de su mandato. Después de dejar el cargo, Hockenhull regresó a su carrera de abogacía. En 1939, fue nombrado director de correos de Clovis, a partir del 31 de mayo de 1939.